# Félix Díaz jr.

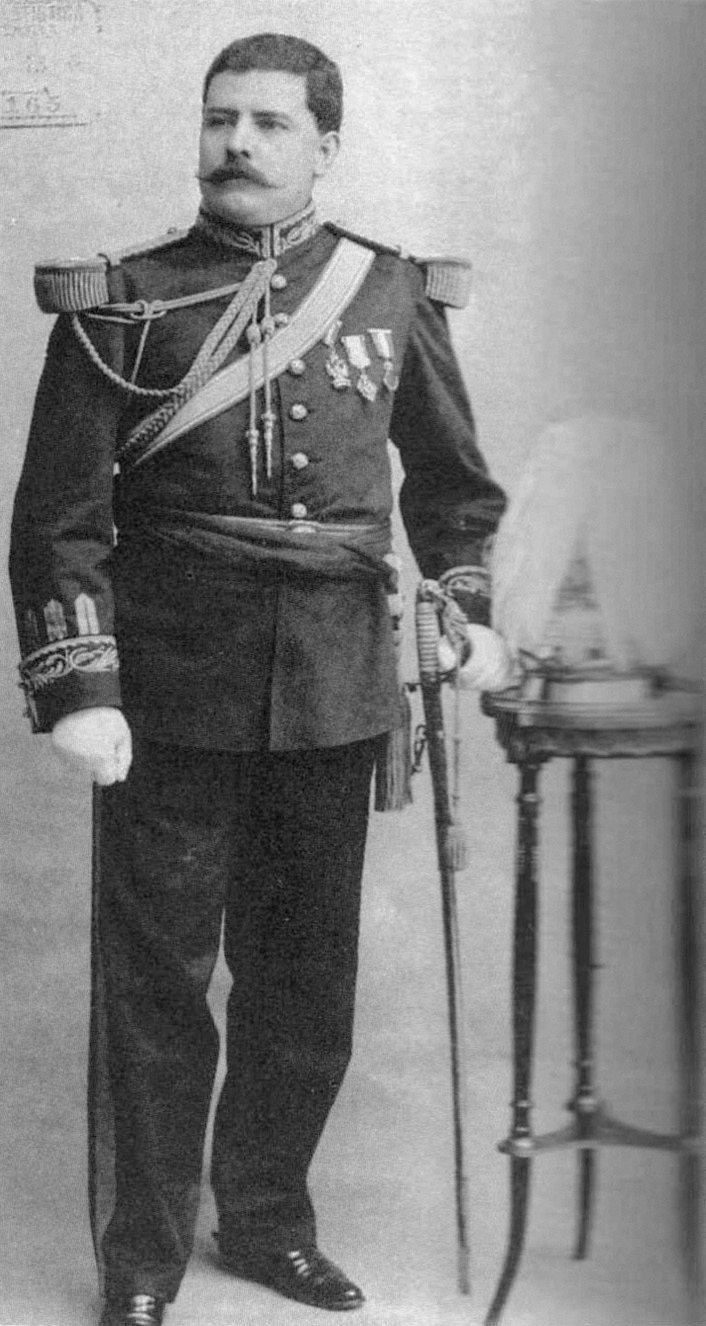
Félix Díaz

Félix Díaz Velasco (Oaxaca, 17 februari 1868 - Veracruz, 9 juli 1945) was een Mexicaans politicus en militair.
Díaz was de zoon van Félix Díaz Mori en de neef van Porfirio Díaz, dictator van Mexico van 1876 tot 1911 en stond dan ook bekend als 'de neef van de oom'. Hij was opgeleid als ingenieur en in de schaduw van zijn oom wist hij een fortuin te vergaren. Desalniettemin slaagde zijn oom erin hem zo veel mogelijk buiten de politiek te houden. Pas na het uitbreken van de Mexicaanse Revolutie kwam hij meer op het politieke voorplan, daar Porfirio Díaz door Félix Díaz naar voren te schuiven ten koste van zijn oude naaste medewerkers hoopte zijn regering te kunnen redden, iets wat tevergeefs bleek.
In 1911 deed hij een gooi naar het gouverneurschap van Oaxaca, in een verkiezing die hij verloor aan Benito Juárez Maza. Een jaar later kwam hij in opstand tegen de nieuwe liberale president Francisco I. Madero. Hij wist echter niet genoeg steun te vergaren en werd verslagen en gevangengezet. Díaz werd aanvankelijk ter dood veroordeeld maar die straf werd door interventie van aanhanger van hem binnen de regering omgezet in een gevangenisstraf. In de gevangenis maakte hij contact met Bernardo Reyes, een andere tegenstander van Madero. Op 9 februari 1913 bevrijdde generaal Manuel Mondragón Díaz en Reyes en met zijn drieën bestormden ze het Nationaal Paleis. Bij deze aanval kwam Reyes om het leven. Tien dagen lang was Mexico-Stad het toneel van gevechten, in een gebeurtenis die bekendstaat als de decena trágica (tragische tiendaagse). Díaz smeedde met de Amerikaanse ambassadeur Henry Lane Wilson en de leider van de regeringstroepen Victoriano Huerta een complot. Op 18 februari keerde Huerta zich tegen Madero, en zette hem gevangen. Huerta werd tot president uitgeroepen en vier dagen later werd Madero met zijn vicepresident José María Pino Suárez gearresteerd.
Díaz en Huerta hadden aanvankelijk afgesproken dat Huerta aan het eind van het jaar verkiezingen zou uitschrijven waarna Díaz president zou worden. Huerta kwam zijn belofte echter niet na en benoemde Díaz tot ambassadeur in Japan. Díaz reisde echter af naar Europa en later de Verenigde Staten waar hij een nieuwe opstand voorbereidde. In 1917, Huerta was inmiddels omvergeworpen en overleden, keerde Díaz terug naar Mexico en proclameerde in Veracruz zijn Plan de Tierra Colorada, waarin hij een terugkeer naar de Mexicaanse grondwet van 1857 bepleitte. Díaz kreeg echter niet de steun waarop hij hoopte. In 1920 accepteerden de meeste van zijn troepen een amnestie waarna Díaz het land weer ontvluchtte.
In 1941 kon hij in het kader van een nationale eenwording terugkeren naar Mexico. Hij overleed vier jaar later.
- Bibliothèque nationale de France: cb149769568 (data)
- Gemeinsame Normdatei: 1057028827
- International Standard Name Identifier: 0000 0000 6698 2298
- Library of Congress Control Number: n80035958
- Nationale Bibliotheek van Israël: 987007260576705171
- SNAC: w6z3289n
- Virtual International Authority File: 13605038
- WorldCat: E39PBJp9qGKqMMRQQwpfq4Cfbd